# Natalja Woronowa (wioślarka)
Natalja Woronowa (ur. 21 marca 1986) – kazachska wioślarka.

## Osiągnięcia
- Igrzyska Olimpijskie – Pekin 2008 – dwójka podwójna wagi lekkiej – 16. miejsce[1].